# رول پیتزا

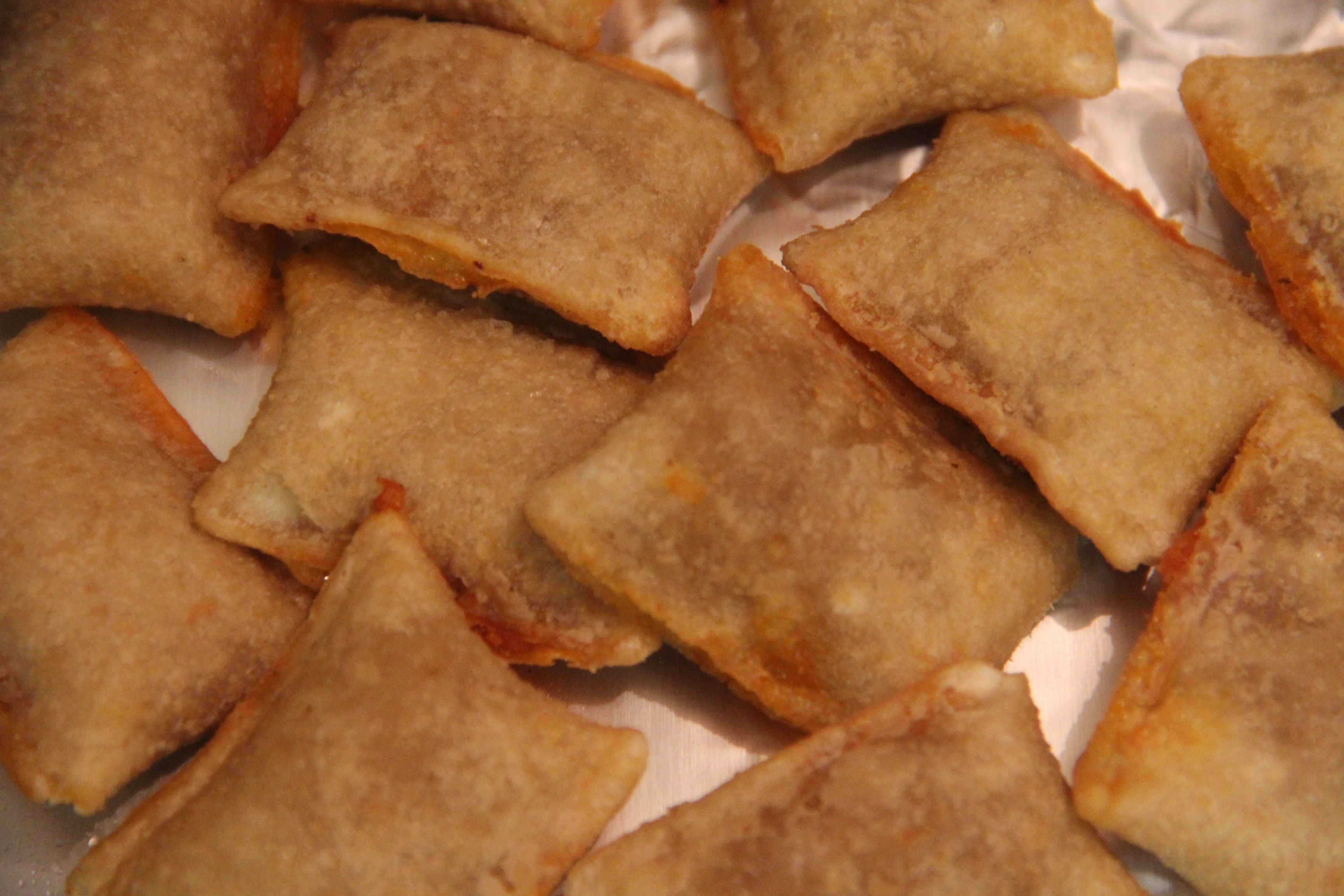
رول‌های پیتزای توتینو پخته شده

رول پیتزا یک غذای منجمد است که از تکه‌های پیتزای نان‌دار به اندازه لقمه تشکیل شده‌اند و داخل آنها سس گوجه‌فرنگی، پنیر مصنوعی، و مواد مختلف پیتزا قرار دارد. آنها در طعم‌های متنوعی از جمله پنیر، پپرونی، سوسیس، سوپریم، پنیرهای تقلیدی چندگانه و گوشت‌های مخلوط به فروش می‌رسند. طعم‌های دیگر شامل همبرگر، چیزبرگر، ژامبون و پنیر و ترکیبی (پپرونی و سوسیس) بود. رول‌های پیتزا به گونه‌ای طراحی شده‌اند که به سرعت در فر یا مایکروویو پخته شوند. نام «رول‌های پیتزا» علامت تجاری شرکت جنرال میلز، مالک فعلی محصول اصلی است، که در حال حاضر تحت برند توتینو فروخته می‌شود.
محصولات مشابه توسط برند اختصاصی دیگر ساخته می‌شوند. از آنجایی که نام اصلی تحت حمایت علامت تجاری است، از نام‌های مختلفی استفاده می‌شود مانند پیتزا لقمه‌ای، پیتزا اسنک یا پیتزا پاپرز.

## تاریخچه

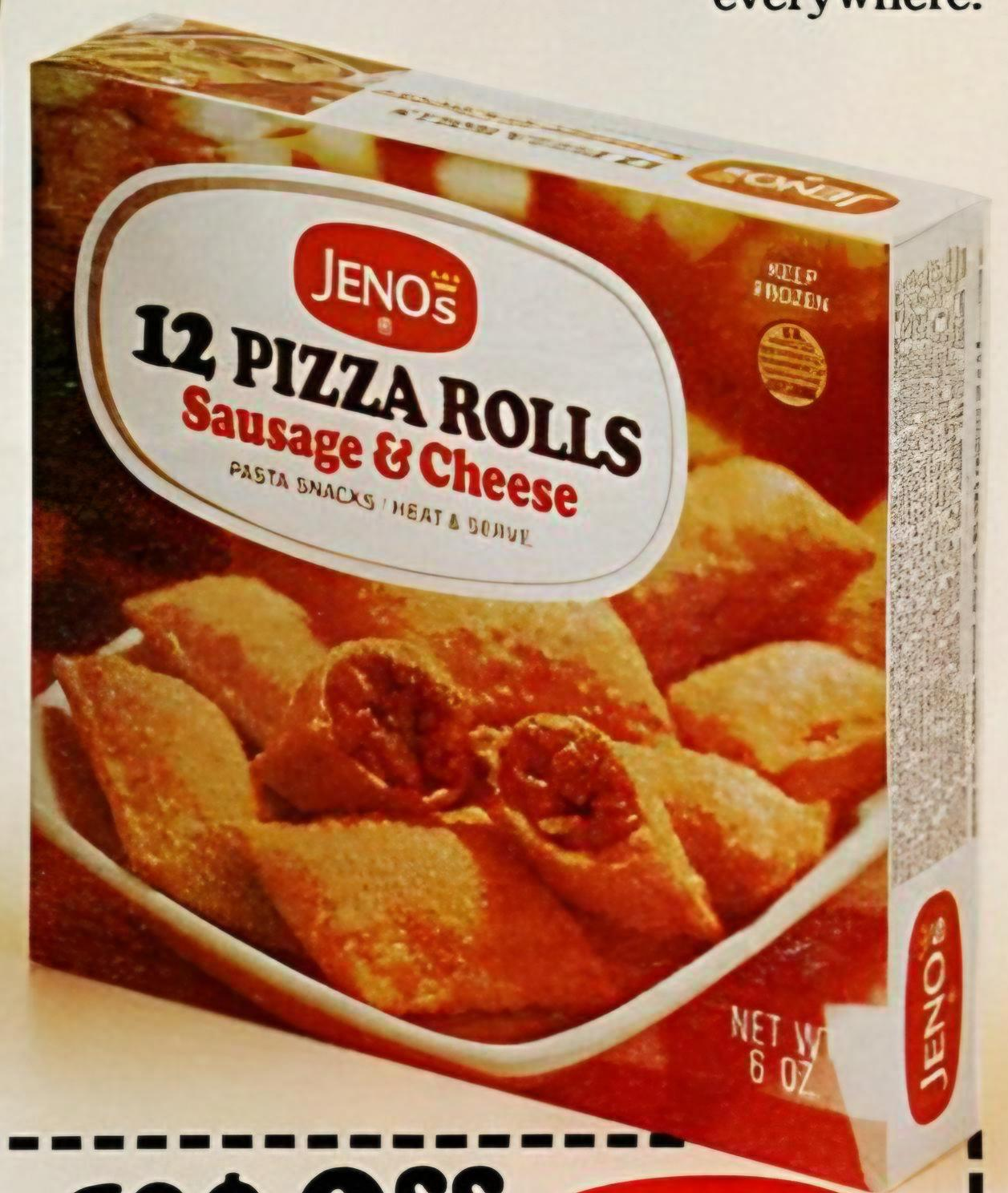
رول‌های پیتزای ینو (۱۹۷۷)

رول‌های پیتزا در اواسط دهه ۱۹۶۰ در دولوث، مینه‌سوتا، ایالات متحده، توسط توسعه‌دهنده محصول و آشپز بئاتریس اوجاکانگاس ابداع شدند. او برای جنو پائولوچی، کارآفرین صنایع غذایی، کار می‌کرد که در زمینه آشپزی چینی با نام تجاری چون کینگ تخصص داشت و به دنبال کاربردهای جدیدی برای دستگاه بسته‌بندی رول تخم‌مرغ خود بود. به گفتهٔ اوجاکانگاس، او با بیش از ۵۰ ایده برای فیلینگ، از جمله تعدادی طعم ساندویچ مانند ساندویچ مربا و کره بادام زمینی، شروع کرد. چندین مورد از ایده‌های او با طعم پیتزا، در آزمایش‌های چشایی عملکرد خوبی داشتند. پائولوچی اظهار داشت: «رول‌های پیتزا چیزی جز رول‌های تخم‌مرغ با پوسته پیتزا و مواد داخل آن نیستند.» برای تولید تجاری، پائولوچی با استفاده از اکسترودر Demaco، فرایند کو-اکستروژن را اتخاذ کرد. ینو، برند پیتزای منجمد پائولوچی، در سال ۱۹۶۷ شروع به استفاده از علامت تجاری پیتزا رول کرد.
در سال ۱۹۸۵، پائولوچی، ینو را به پیلزبوری فروخت که مالک پیتزا توتینو بود. رول‌های پیتزای جنو در سال ۱۹۹۳ به رول‌های پیتزای توتینو تغییر نام دادند. پیلزبری در سال ۲۰۰۱ به جنرال میلز فروخته شد. پس از یک سری تبلیغات مسخره‌آمیز در برنامهٔ «پخش زندهٔ شنبه شب»، رول‌های پیتزای توتینو در سال ۲۰۱۶ شاهد افزایش محبوبیت و فروش بودند.